# Церкви Войовнича, Покаяна та Торжествуюча

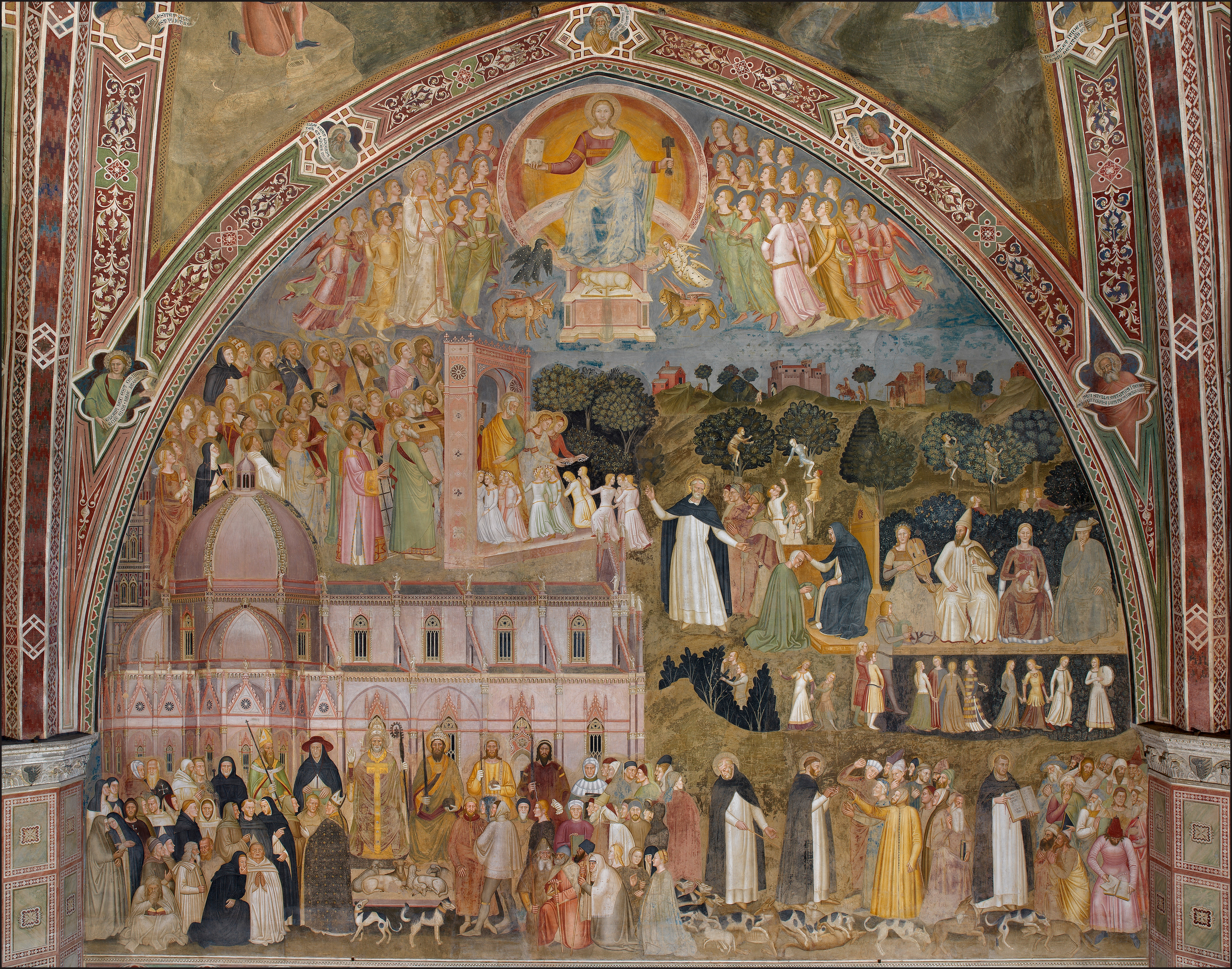
Войовнича церква та тріумфальна церква, фреска Андреа да Фіренце в Санта-Марія-Новела, бл. 1365

У деяких напрямках християнської теології Християнську церкву можна розділити на:
- Войовнича церква ( лат. Ecclesia militans  ), яку також називають Церквою-пілігримом, яка складається з християн на Землі, які борються як воїни Христа проти гріха, диявола та «правителів світу цієї темряви, проти духів злоби на висотах»; [1]
- Церкова Покаяння ( лат. Ecclesia poenitens ), також звана  Церква Страждання ( лат. Ecclesia dolens  ) або Церкова Очищення ( лат. Ecclesia expectans ), яка в теології деяких церков, особливо католицької церкви, складається з тих християн, які зараз перебувають у чистилищі ; і
- Церква Торжествуюча ( лат. Ecclesia triumphans ), яка складається з тих, хто має блаженне бачення і перебуває на небесах .

У католицькій еклезіології ці поділи відомі як «три стани Церкви». Фактична мова, яка використовується в Катехізисі Католицької Церкви, стверджує, що « Три стани Церкви… в даний час деякі з його учнів є паломниками на землі. Інші померли та очищаються, тоді як ще інші перебувають у славі, споглядаючи «у повному світлі сам Бог триєдиний і єдиний, таким, яким Він є». 
У протестантській теології, яка відкидає доктрину Чистилища,  Церкви Войовнича і Переможна разом відомі як два стани Церкви . Ці поділи часто обговорюються в контексті доктрини сопричастя святих ; Хоча християни можуть бути фізично відокремлені один від одного бар’єром смерті, вони все одно залишаються об’єднаними один з одним в одній Церкві та підтримують один одного в молитві .

## Етимологія

### Войовнича
Термін войовничий ( лат. militans  ) має первинне значення «бути солдатом, виконувати військову службу » , але воно набуло вторинного значення «служити, виконувати службу, працювати»  з його коренем milito у середньовічній латині воно означало «воїн Христа або Бога».  Члени Войовничої Церкви, тобто ті християни на землі, ведуть духовну війну проти гріха для того щоб після смерті вони пішли в небо і приєдналися до Церкви Торжествуючої. . Якщо це прямо не вдається, ті, хто вірять в існування Чистилища, сподіваються померти в стані благодаті та приєднатися до Церкви Покаяння, очиститися від своїх недосконалостей і, зрештою, приєднатися до  Церкви Торжествуючої.

### Покаяння
Термін пенітент ( лат. poenitens </link> або paenitens ) означає «покаяння, жаль».  Ті, хто складають Церкову Покаяння, перебувають у Чистилищі, щоб задовольнити будь-яку частину тимчасового покарання за їхні гріхи, яку не було задоволено перед смертю. Вони перебувають у процесі очищення від своїх недоліків перед тим, як потрапити на небо. Вважається, що всі члени Церкви Покаяння з часом приєднаються до Церкви Торжествуючої.
Альтернативний термін страждання ( лат. dolens  )  підкреслює характер досвіду душ у Чистилищі; вони страждають від тимчасових наслідків своїх гріхів для викуплення. Інша альтернатива, очікування ( лат. expectans   або exspectans ), підкреслює, що душі чистилища з нетерпінням чекають блаженного бачення неба.

### Торжествуюча
Термін тріумфатор ( лат. triumphans  ) означає «тішитися, надзвичайно радіти», взяте з переносного вживання triumphus , спочатку позначаючи римський тріумф .  Ті, хто становить Торжествуючу Церкву, вічно радіють у славі Бога, з Яким вони з'єднані в блаженному видінні .

## Використання в різних християнських церквах

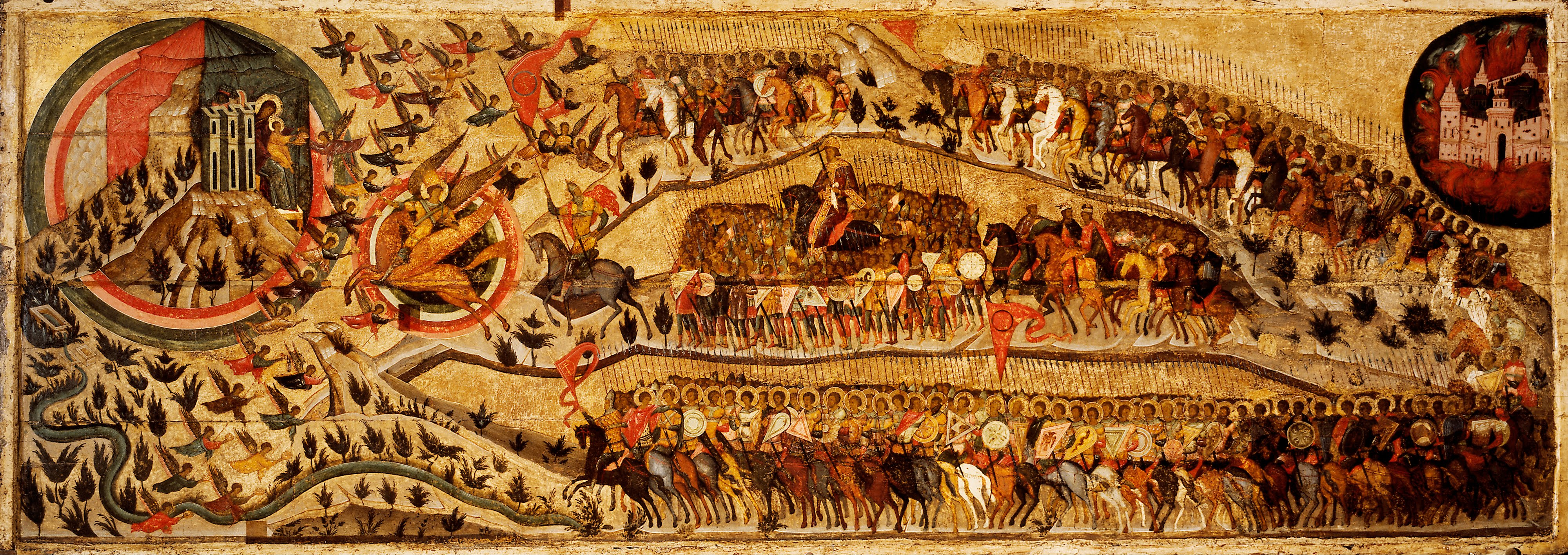
Ecclesia militans, одна з найбільших існуючих ікон

### Англіканська спільнота
Англікани вірять, що «…Церква на землі об’єднана з Церквою на небесах («sanctorum communio»). Вони говорять про «Войовничу Церкву тут, на землі» та Церкву, яка торжествує на небесах. Вони поклоняються Богу разом з «ангелами та архангелів і з усім небесним товариством ' . 

### Католицька церква
Католицька Церква вшановує пам’ять Торжества Церкви та Церковного Покаяння у своїй літургії в два дні поспіль: День усіх святих 1 листопада (Церковний Тріумф) і День усіх душ 2 листопада (Церковне Покаяння).
Ці терміни не вживаються в Катехизисі Католицької Церкви, авторитетному підсумку вчення Католицької Церкви, опублікованому в 1994 році. Проте вчення, яке представляють ці терміни, точно переформульовано, цитуючи Lumen gentium :
Три стани Церкви . «Коли Господь прийде у славі, і всі Його ангели з Ним, смерті більше не буде, і все підкорятиметься Йому. Але в даний час деякі з Його учнів є паломниками на землі. Інші померли і очищаються, в той час як інші перебувають у славі, споглядаючи «у повному світлі самого Бога, триєдиного і єдиного, таким, яким Він є»». 

### Лютеранська церква
Ерік Лунд, лютеранський професор, описав аналогію між Старим Завітом і Новим Завітом: «Бог наказав розмістити два вівтарі в скинії. Вогонь був перенесений із зовнішнього до внутрішнього. Бог також зібрав подвійну церкву: церква войовниця і церква торжествуюча. Вогонь любові колись перенесеться від церкви войовниці до церкви тріумфаторки».  Таким чином, у лютеранстві «Це називається войовничою Церквою, яка в цьому житті все ще бореться під прапором Христа проти сатани, світу та плоті». 
Подібним чином, «Це називається тріумфуючою Церквою, яка, будучи перенесеною на небесний відпочинок і звільнена від праці боротьби та небезпеки бути переможеною на небі проти всіх ворогуючих сил».  Генріх Шмід, лютеранський теолог, пояснює, що Церковний бойовик походить від духовної війни, посилаючись на [[|Ephesians]] 6:10NRSV, [[|1 Peter]] 5:8–9NRSV, [[|1 John]] 5:4NRSV, [[|Romans]] 7:14NRSV і [[|Galatians]] 5:17NRSV ; далі він стверджує, що тріумфаторка Церкви отримала своє ім’я від духовної перемоги, посилаючись на [[|Revelation]] 2:10NRSV, [[|Revelation]] 4:4NRSV та [[|Revelation]] 7:9NRSV . 

### Методистські церкви
Африканська методистська єпископальна церква, яка є частиною Всесвітньої методистської ради, визначає войовничу церкву як «залучену у постійну війну проти світу, плоті та диявола, і в цьому відношенні вона відрізняється від церкви-тріумфатора».  Він визначає, що войовнича церква включає всі християнські конфесії, серед яких методизм, пресвітеріанство, баптистські церкви, конгрегаційні церкви, англіканство та багато інших.  Таким же чином, воно визначає Торжествуючу Церкву як таку, що існує «на небесах і складається [з] тих, хто виправ свої шати та зробив їх непорочними та чистими в крові Агнця ». 
У методистському богослов’ї «об’єднання, виражене в Євхаристії, відбувається не лише всередині Воюючої Церкви, але й між Церквою, що Воює, і Церквою, що Торжествує». 

### Церква адвентистів сьомого дня
Церква адвентистів сьомого дня визначає терміни таким чином: «Хоча в цьому світі церква є войовничою церквою, щодня бере участь у битвах свого Господа та веде війну проти сатанинських сил. Її члени перебувають у постійному конфлікті з світ, плоть і сили зла (Рим. 7:15–23; Гал. 5:17; 1 Петра 5:8, 9; 1 Івана 5:4; пор. 1 Івана 4:4). сторона повернення Господа церква є войовничою церквою, церква Нового Єрусалиму є тріумфальною церквою Вона складається з вірних учнів і переможців у цій світовій битві Вони обміняли меч на пальму перемоги (Одкр. 7 :9) і хрест як вінець (2 Тим. 4:8; 1 Петра 5:4). Агнця (Одкр. 19:9), їсти й пити за Христовим столом у Його Царстві (Лк. 22:28–30) і царювати з Ним на віки вічні (Одкр. 22:5)».  Таким чином, точка зору адвентистів сьомого дня полягає в тому, що церква є войовничою церквою до загального воскресіння в кінці нинішнього віку. Церква стає Церквою-Тріумфатором лише після другого приходу Христа.

## Світське використання
Розповідь про церкву в двох державах адаптував Анатолій Луначарський, щоб розрізнити соціалістичну культуру майбутнього ( Ecclesia triumphans ) і пролетарську культуру пролетаріату, який у сьогоденні бореться проти капіталізму ( Ecclesia militans ). Цей теоретичний підхід використовувався при розробці Пролеткульту . 

## Дивись також
- Хрещення вогнем
- Книга Загальних Молитв
- Християнська містика
  - Католицька духовність
  - Святе Серце
  - Непорочне Серце Марії
  - Марійні набожності
  - Східне православне богослов'я
  - Пієтизм
- Еклезіологія
  - Католицька еклезіологія
  - Організація Східної Православної Церкви
  - Протестантська еклезіологія
- Християнський мученик
- Майлз Крістіанус
- Гоніння на християн
- Святий
- Духовна війна

## зовнішні посилання
Зображення
- « Церква войовнича і торжествуюча ». 1365–68. Фреска Андреа да Фіренце . Cappella Spagnuolo, Санта-Марія-Новела, Флоренція .
- « Диспутація Святого Таїнства (La Disputa) ». 1510–11. Фреска Рафаелло Санціо . Stanza della Segnatura, Palazzi Pontifici, Ватикан .
- Зображення з Пустелі Релігії та інших віршів і релігійних творів </link></link>, зображуючи Церкву, що страждає (внизу), підіймається на небо, і Церкву, що торжествує (вгорі), через молитву Церкви-войовниці (посередині) </link>
- Церква-Тріумфатор (угорі) і Церква-войовниця (посередині) моляться за Церкву, яка страждає (внизу)
- Торжествуюча церква (вгорі) і войовнича церква (внизу) моляться за страждання Церкви (внизу ліворуч і праворуч) Рене де Крамер

Шаблон:Methodism footerШаблон:Anglicanism (footer)Шаблон:Lutheran ChurchШаблон:Catholic saintsШаблон:Catholicism